# Xyris graomogolensis
Xyris graomogolensis är en gräsväxtart som beskrevs av Maria das Graças Lapa Wanderley och Robert Kral. Xyris graomogolensis ingår i släktet Xyris och familjen Xyridaceae. Inga underarter finns listade i Catalogue of Life.